# Safia aenea
Safia aenea är en fj              ärilsart som beskrevs av Druce 1890. Safia aenea ingår i släktet Safia och familjen nattflyn. Inga underarter finns listade.